# Annelie Thorndike
 (septembre 2024).
Annelie Kunigk (épouse Thorndike) née le 17 avril 1925 à Kluczewo et morte le 26 décembre 2012 à Wolgast, est une réalisatrice documentariste est-allemande.

## Biographie
Annelie Kunigk naît en Poméranie. Son père est machiniste dans une sucrerie, et sa mère est issue d'une famille de pêcheurs. Elle grandit près de Stargard et, après l'abitur, entre dans une école de formation d'enseignants, où elle réussit ses examens en 1944. 
En 1945, elle est enseignante à Penzlin et contribue à la reconstruction de l'école. 
En 1946, elle rejoint le SED. 
En 1949, elle reprend la direction de l'école centrale Martin Andersen-Nexö à Penzlin, qu'elle fonde.
En 1950, elle rencontre Andrew Thorndike, qui tourne le documentaire Der Weg nach oben. Elle travaillera avec lui à partir de 1952. Ils se marient en 1953.
Avec des films tels que Du und mancher Kamerad (1955), Unternehmen Teutonenschwert (de) (1958) et surtout le documentaire en deux parties Das russische Wunder (1963), Annelie Thorndike se fait connaître au niveau national et international. Sur les trois films, elle travaille avec Paul Dessau en tant que compositeur, et avec son mari Andrew Thorndike, un important réalisateur de documentaires de la DEFA.
Annelie Thorndike est élue à la Chambre du Peuple en 1963, en tant que représentante de l'Union culturelle, dont elle est membre jusqu'en 1971. À partir de 1967, elle est membre du conseil d'administration ; à partir de 1980, elle est membre du comité exécutif de l'Association des travailleurs du cinéma et de la télévision de la RDA, fondée par Andrew Thorndike. De 1973 à 1989, elle est présidente du « Comité de la Semaine internationale du documentaire et du court métrage de Leipzig », chargé d'organiser la Semaine du documentaire de Leipzig.
Elle vit longtemps avec son mari à Potsdam-Babelsberg. 
Après son divorce avec Andrew Thorndike, elle ne produit que des petits documentaires, et rejoint le groupe de la DEFA Kinobox. En 1985, le court métrage documentaire Aufbruch sur la destruction et la reconstruction de Dresde est réalisé sur la base de son scénario. En 1987, Alle Ideen beginnen als Traum est un portrait du physicien de Potsdam Heiner Vollstadt.
Après la réunification, elle prend sa retraite. Elle s'installe à Heringsdorf, sur l'île d'Usedom, dans la mer Baltique.

## Filmographie
- 1954 : Die Sieben vom Rhein
- 1956 : Du und mancher Kamerad
- 1956 : Die Novemberrevolution 1918
- 1957 : Der Fall Harzmann und andere
- 1958 : Unternehmen Teutonenschwert (de)
- 1959 : Urlaub auf Sylt
- 1961 : Die Konzessionen des Mister Urquhart (TV)
- 1963 : Das russische Wunder
- 1969 : Du bist min. Ein deutsches Tagebuch (de)
- 1970 : Wladimir Iljitsch Uljanow Lenin
- 1971 : Mein ganzes Leben lang
- 1972 : Start
- 1977 : Die alte neue Welt (de)
- 1987 : Alle Ideen beginnen als Traum

## Récompenses
- 1956 : Prix national de la République démocratique allemande 2e classe pour Du und mancher Kamerad (avec Andrew Thorndike)
- 1957 : Médaille de la Paix allemande (de)
- 1958 : Prix Heinrich-Greif (de) 1re classe pour Unternehmen Teutonenschwert (avec Andrew Thorndike)
- 1963 : Ordre de Lénine für Das russische Wunder (avec Andrew Thorndike)
- 1963 : Prix international de la paix pour Das russische Wunder (avec Andrew Thorndike)
- 1963 : Prix national de la République démocratique allemande 1re classe pour Das russische Wunder (avec Andrew Thorndike)
- 1969 : Ordre du Mérite patriotique en bronze
- 1973 : Médaille du Mérite des organes du ministère de l’Intérieur en or